# Mustapha Chaoui
 (février 2019).
Mustapha Chaoui est un footballeur algérien né le 10 juillet 1979 à Chlef. Il évoluait au poste de milieu de terrain.

## Biographie
Il évolue pendant deux saisons en Division 1 avec le club de l'ASO Chlef. Il dispute un total de 34 matchs dans ce championnat, inscrivant quatre buts.

## Palmarès
- Accession en Ligue 1 en 2002 avec l'ASO Chlef.
- Accession en Ligue 2 en 2000 avec l'ASO Chlef.